# Aprilia RS 125 R
L'Aprilia RS 125 R oltre ad essere il nome di un modello stradale è una motocicletta da competizione della casa Aprilia, che ha debuttato nella classe 125 del motomondiale nel 1991 sostituendo la vecchia Aprilia AF1.

## Descrizione
Nel 1992 il serbatoio era da 12 litri, nel 1994 divenne da 13 litri e nel 95 divenne da 14 litri, con i carburatori che inizialmente nel 1992 era un Dell'Orto VHSB 39 a un Dell'Orto VHSD 41 del 1996 a un Dell'Orto VHSG 42 nel 2006.
Dal 1996 si è passati da un sistema frenante anteriore a singolo disco da 300 mm in acciaio ad un impianto sempre monodisco ma in carbonio, con un diametro del disco di 275 mm, nel 2000 la moto è ritornata ad un impianto frenante anteriore bidisco o monodisco in acciaio al carbonio.
Questa moto dal motomondiale 2006 è disponibile per alcuni piloti in una nuova versione rinominata RSA, caratterizzata da molti particolari diversi rispetto al modello precedente, tra cui il sistema d'aspirazione nel carter a valvola ruotante posteriore, mentre il modello precedente prende il nome di RS 125 LE.
Nel 2007 con il modello RSA, l'Aprilia è riuscita a toccare i 54,5 CV (53,9 HP) di potenza ad un regime di 13.000 giri/min